# 万代島鮮魚センター
万代島鮮魚センターとは、新潟県新潟市中央区万代島にある観光・商業施設ピアBandaiの中にある魚屋。新潟市江南区茗荷谷の新潟中央卸売市場内にある、魚の仲卸をしている新潟中央水産市場株式会社が運営元である。

## 概要
新潟市江南区にある新潟中央水産市場株式会社の直販部門1号店として、2010年10月に新潟市中央区にピアBandai内にオープン。
日本海の魚介類を中心に、旬の鮮魚などが購入出来る。
鮮魚の他にも、寿司、刺身、干物、魚卵、鮭などの加工品あり、新潟の土産菓子なども購入できる。
地方発送も可能。
海産物のみならず、土産菓子なども扱っている。
東側には新潟漁協本所や荷捌場、食堂などを内包する「新潟県水産会館」が併設されている。